# Assiat Saitov
Pour les articles homonymes, voir Saïtov.
Assiat Saitov (Ассят Саитов) est un coureur cycliste soviétique et russe, né le 1er janvier 1965 à Kouibychev en URSS, renommée Samara, Russie.

## Biographie
Soldat de l'Armée soviétique, sociétaire du club des militaires, le CSKA, coureur robuste (1,83 m pour 79 kg, lors des Jeux olympiques de 1988), Assiat Saitov est membre de l'équipe juniors quand dès l'âge de 19 ans il est intégré  dans l'équipe de l'URSS, dont il est un des "piliers" durant plusieurs années. Il participe plusieurs fois à la Course de la Paix, contribuant par deux fois à un succès de l'équipe soviétique dans le classement par équipes de cette course. Plus rouleur et sprinter que grimpeur, il aligne sur son palmarès un bilan de victoires qui en fait un des meilleurs coureurs soviétique de l'époque. En 1987, il est dans le quatuor soviétique au championnat du monde des 100 kilomètres contre-la-montre par équipes. Il y obtient la médaille d'argent. 
Il devient professionnel en 1990 et le reste jusqu'en 1996. Il y remporte vingt-deux victoires, dont sept pour la seule saison 1995.. 
Assiat Saitov est marié à l'athlète Svetlana Masterkova (depuis 1994).

## Palmarès et résultats

### Palmarès amateur
- 1982
  -  Médaillé d'argent du championnat du monde juniors du contre-la-montre par équipes
- 1983
  -  Médaillé d'argent du championnat du monde juniors du contre-la-montre par équipes
- 1984
  - Olympia's Tour :
    - Classement général
    - 6e étape

  - Tour de Grèce
  -  Médaillé d'argent du contre-la-montre par équipes aux Jeux de l'Amitié[2] (avec Sergueï Navolokine, Alexandre Zinoviev et Evgeni Korolkov)
  - 3e du championnat d'URSS du contre-la-montre
- 1985
  - 6e, 10ea (contre-la-montre), 10e b, et 12e étapes du Tour de Cuba[3]
  - 3e étape de la Semaine bergamasque
- 1986
  -  Champion d'URSS du contre-la-montre par équipes (avec Viktor Klimov, Vasyl Zhdanov et Igor Sumnikov)
  - Premio Internacional La Farola
  - 5e et 7e étapes du Tour de Cuba
  - 3e de la Course de la Paix[4]
  - 3e du championnat d'URSS du critérium
  - 5e du championnat du monde du contre-la-montre par équipes amateurs
- 1987
  -  Champion d'URSS du contre-la-montre par équipes (avec Viktor Klimov, Vasyl Zhdanov et Igor Sumnikov)
  - 4e étape du Tour de Sotchi
  - 1re étape de la Semaine cycliste bergamasque
  - Tour de la mer Baltique[5] :
    - Classement général
    - 1re, 5e et 9e étapes

  -  Médaillé d'argent du championnat du monde du contre-la-montre par équipes amateurs
  - 2e du championnat d'URSS du contre-la-montre
  - 3e du championnat d'URSS du contre-la-montre en duo (avec Yuri Manuylov)
- 1988
  -  Champion d'URSS du contre-la-montre par équipes (avec Viktor Klimov, Vasyl Zhdanov et Igor Sumnikov)
  - 4e étape du Tour de Cuba (contre-la-montre par équipes)
  - Trophée Adolfo Leoni
  - 6ea étape du Tour des régions italiennes
  - Tour de la mer Baltique
  - 2e étape du Tour de Pologne (contre-la-montre par équipes)
  - 2e du championnat d'URSS du contre-la-montre en duo (avec Yuri Manuylov)
  - 3e du championnat d'URSS sur route
  - 7e du contre-la-montre par équipes aux Jeux olympiques de Seoul
- 1989
  -  Champion d'URSS du contre-la-montre par équipes (avec Viktor Klimov, Yuri Manuylov et Vladimir Zotov)
  - 4ea, 5e, 9e et 12e étapes du Tour de Cuba[6]
  - Tour de la mer Baltique[7] :
    - Classement général
    - 1re, 3e et 5e étapes

### Palmarès professionnel
| - 1990 - 19e étape du Tour d'Espagne - 3e du Trophée Pantalica - 3e de la Cronostaffetta - 1992 - Champion de Russie sur route - 5ea étape du Tour du Pays basque - 1re et 2e étapes du Tour de Calabre - Tour de Castille-et-León - 1993 - Trofeo Mallorca - 6e étape du Tour d'Aragon - Classement des sprints spéciaux du Tour d'Espagne - 2e du championnat de Russie sur route - 2e du Trofeo Alcúdia - 2e du Trofeo Sóller - 2e du Trofeo Manacor - 3e du Trofeo Masferrer - 3e du Tour de La Rioja - 1994 - 6e étape du Grande Prémio Sport Noticias - 4e étape de la Route du Sud - 1re et 4e étapes du Tour de Castille-et-León - GP Llodio - 1re étape du Tour de La Rioja - 2e de la Clásica de Almería - 2e du Trofeo Masferrer | - 1995 - Champion de Russie sur route - 5ea étape du Tour du Pays basque - Tour de l'Alentejo : - Classement général - 1re et 2e étapes - 1re étape du Grande Prémio Sport Noticias - 18e étape du Tour d'Espagne - 2e du Mémorial Manuel Galera - 3e du Trofeo Sóller - 1996 - 13e étape du Tour du Portugal |

### Résultats sur les grands tours

#### Tour de France
1 participation
- 1990 : abandon (15e étape)

#### Tour d'Espagne
6 participations
- 1990 : 129e, vainqueur du classement des sprints spéciaux et de la 19e étape
- 1991 : non terminé (12e étape, hors délais)
- 1992 : 72e
- 1993 : 59e, vainqueur du classement des sprints spéciaux
- 1994 : 105e
- 1995 : 52e, vainqueur de la 18e étape

#### Tour d'Italie
3 participations
- 1990 : 79e
- 1993 : 113e
- 1996 : abandon (13e étape)

### Autres résultats
- 1987
  - 5e du Tour des Régions italiennes[9]
  - 19e de la Course de la Paix
- 1988
  - 51e de la course en ligne des Jeux olympiques de Seoul
- 1989
  - 18e de la Course de la Paix